# Stauntonia chinensis
Stauntonia chinensis là một loài thực vật có hoa trong họ Lardizabalaceae. Loài này được DC. miêu tả khoa học đầu tiên năm 1817.